# Мануель Нін
Мануе́ль Нін OSB (ісп. Manuel Nin i Güell; нар. 20 серпня 1956, Ал-Бандрель) — іспанський церковний діяч візантійського обряду, бенедиктинець, єпископ Грецької католицької церкви; від 2 лютого 2016 року — апостольський екзарх для католиків візантійського обряду в Греції.

## Життєпис
Народився 20 серпня 1956 року в Іспанії, де вступив до Ордену Святого Бенедикта в Монсерратський монастир. 18 жовтня 1980 року склав довічні обіти. Навчався в римських вищих навчальних закладах і здобув спеціалізацію з патрології, після чого розпочав викладацьку діяльність.
Священичі свячення отримав 18 квітня 1998 року з рук єпископа Таррагони Льюїса Мартінеса Сістака. У 1999—2016 роках був ректором Папської Грецької Колегії; був радником департаменту літургійних відправ Римського Архиєрея та членом літургійної комісії Конгрегації для Східних Церков.
Крім каталанської та іспанської, володіє грецькою, латинською, сирійською, італійською, французькою та англійською мовами.

## Єпископ
2 лютого 2016 року папа Франциск номінував о. Ніна апостольським екзархом Греції і титулярним єпископом Каркабії. Єпископську хіротонію отримав 15 квітня 2016 року. Головним святителем був його попередник на уряді екзарха Дімітріос Салахас, співсвятителями були римо-католицький архієпископ Афінський Севастіянос Россолатос і єпископ Лунгро Італо-албанської католицької церкви Донато Оліверіо. Введення на престіл відбулося 29 травня 2016 року.